# Viselkedés
Ez a szócikk az emberi viselkedés pszichológiai szempontból történő leírását tartalmazza.
A viselkedés az ember látható és hosszabb ideig észlelhető megnyilvánulásainak jellemzése. A viselkedést meghatározza a környezet, a személy motivációi, attitűdjei, mentális és testi állapota. A személy tettei, verbális, nem verbális vagy metakommunikációján keresztül észlelhetjük viselkedését. Egy személy és szemlélői sokszor eltérő véleménnyel vannak egymás észlelt viselkedéséről, annak hatásairól, ez konfliktushoz vezethet, ami megfelelő kommunikációval elkerülhető.
Az attitűdértékelő magatartás.
A viselkedés és az attitűd társas viszonyban ciklusba szerveződik, méghozzá oly módon, hogy az
- én attitűdöm kihat az én viselkedésemre,
- az én viselkedésem kihat a te attitűdödre,
- a te attitűdöd kihat a te viselkedésedre.

A két résztvevő között az attitűdök erősíthetik egymást, a ciklusból könnyen negatív, illetve pozitív spirál alakulhat ki.
A normális ember a fenti ciklus alapján mindig a saját viselkedését igyekszik megváltoztatni, amely döntésnek több oka van:
1. Önmaga megváltoztatása csupán akarat, lelkierő és elhatározás kérdése, legtöbbször nincs szükség hozzá külső erőre.
2. Az alkalmazkodás a túlélés eszköze, nekem kell alkalmazkodni, ha életben akarok maradni.
3. Nincs felhatalmazásom, jogalapom vagy egyéb észszerű okom arra, hogy én határozzam meg, hogy szerintem másoknak mi a jó vagy a kívánatos.
Igazán éles, elfajult (veszélyes) konfliktus esetén az embernek sincs több választása, mint a vadonélő állatoknak, amelyek ilyenkor vagy harcba szállnak vagy elfutnak.

## Viselkedéstípusok
Személyes interakcióban, azaz szemtől szemben.
1. Passzív: passzív ember viselkedésére az jellemző, hogy kerüli a problémás helyzeteket. A kommunikáció elől kitér, visszafogottan viselkedik.
2. Asszertív: az asszertív, vagy más szóval a kellő határozottságú és öntudatú emberre az jellemző, hogy környezetével összhangban igyekszik elérni céljait. Van önbizalma, határozott, szemkontaktust tart, erőt nem alkalmaz, együttműködő.
3. Agresszív: az agresszív ember gyakran mérges, elvörösödik, felfújja magát, szuggesztív tekintetű. Általában erőteljesen gesztikulál, hangos, a véleményét tényként közli, ténynek állítja be.
4. Manipulatív: a manipulatív ember próbálja rejteni érzelmeit, gondolatait, gyakran a környezetét utánozza, igyekszik a legsikeresebbnek tűnő társát utánozni, a többieket pedig megtéveszteni, saját sikere érdekében.

## Asszertív technikák
Az asszertív viselkedés az arany középút a behódoló (szubmisszív), alárendelt magatartásforma és a fenyegető (agresszív) magatartásforma között. Lényeges kelléke az asszertív személyiségnek, hogy tudja, hogy mit akar (elérni), és tisztában van a másik igényeivel is. Ennek alapján jogos önbizalom fogja el és magabiztos a fellépése.
A magabiztos fellépés alapja az önbecsülés, amely jótékonyan hat az önbizalmunkra, ezen keresztül a viselkedésünkre. Viselkedésünkből a kommunikáció az, amelyen keresztül ellenőrizni tudjuk azt, hogy elérjük-e a célunkat.
Szívós ellenállás esetén a monoton ismétlés technikáját használja, általában meglepően jó eredménnyel. Ezért azt mondja, amit gondol. De képes nemet mondani, visszautasítja a vállalhatatlan kéréseket. Véleménynyilvánításában konstruktív, ő maga pedig figyel mások gondolataira. A legfontosabb, hogy ha nem ért valamit, akkor kérdez – ez az információszerzés asszertív módszere, nem pedig az, hogy ez „hülyeség, ezt még soha nem hallottam stb.”

## Viselkedésből kialakuló konfliktus
Az emberi csoportokban zajló események közül a rossz, a nemkívánatos fajta a kellemetlenségből fejlődik ki, és négy szintje van:
1. Frusztráció vagy erős bosszúság, bosszankodás
2. Düh vagy méreg
3. Agresszió (fenyegetés)
4. Tettlegesség (erőszak)

A minket érő környezeti ingerekre – az eredmény (kifejlet) szempontjából – kétféleképpen reagálhatunk: vagy jó vagy rossz lesz, amit választunk.
A választás előtt általában mérlegelünk, méghozzá többnyire a gátlók (inhibitors) és a beindítók (triggers) alapján.
A gátlók azok a dolgok, amelyek segítenek abban, hogy ne veszítsük el a türelmünket, ne jöjjünk ki a sodrunkból.
A beindítók a „rossz dolgok”, mindazok, amelyek miatt begerjedünk és érzelmeink veszik át a kontrollt a józan eszünk helyett.